# Сен-Лери
Сен-Лери  (фр. Saint-Léry) —  муниципалитет во Франции, в регионе Бретань, департамент Морбиан. Население — 205 человек (на 1 января 2021).

## Топоним
Город назван в честь Святого Лавра.

## География
Муниципалитет расположен на западе Франции, примерно в 350 км к западу от столицы Парижа, в 45 км к западу от Рена, административного центра региона, в 65 км к северо-востоку от  Вана, административного центра департамента.

## История
Город образовался вокруг монастыря, основанный в  VII веке уроженцем Уэльса Святым Лавром. 